# Sytse Ulbe Zuidema
Sytse Ulbe Zuidema (Kampen, 12 april 1906 - Amstelveen, 28 september 1975) was een Nederlandse filosoof. Hij behoort tot de tweede generatie reformatorische filosofen. 
Zuidema studeerde (1925-1930) theologie en (1930-1936) wijsbegeerte aan de Vrije Universiteit te Amsterdam, waar hij de invloed onderging van de hoogleraren H. Dooyeweerd en D.H.Th. Vollenhoven. Vollenhoven en Dooyeweerd bouwden een stelsel op van calvinistische wijsbegeerte, die bekend werd onder de naam 'wijsbegeerte der wetsidee'. 
In 1931 werd Zuidema gereformeerd predikant in Anna Paulownapolder. 
In 1936 promoveerde hij op De Philosophie van Willem van Occam in zijn Commentaar op de Sententiën. Kort daarna vertrok hij naar Nederlands Indië in zendingsdienst. Na de Tweede Wereldoorlog keerde hij terug naar Nederland.
Hij werd in 1948 hoogleraar in de calvinistische wijsbegeerte aan de Universiteit Utrecht en buitengewoon hoogleraar aan de VU. Op 12 april 1948 sprak hij zijn inaugurale rede uit: Nacht zonder Dageraad, over Sartre.
In 1954 werd hij in Utrecht opgevolgd door K.J. Popma. Vanaf dat moment, tot zijn emeritaat in 1971 was hij volledig in dienst van de VU als gewoon hoogleraar in de Wijsbegeerte.
Tijdens zijn officiële afscheid op 12 februari 1972 kon de toenmalige rector magnificus van de VU prof. mr. W.F. de Gaay Fortman hem meedelen dat hij was benoemd tot Ridder in de Orde van de Nederlandse Leeuw.
- Biografisch Portaal: 52942902
- CiNii: DA11703964
- Digitale Bibliotheek voor de Nederlandse Letteren: zuid017
- Gemeinsame Normdatei: 1053276273
- International Standard Name Identifier: 0000 0000 8210 8883
- Library of Congress Control Number: nr91022908
- Nationale Bibliotheek van Israël: 987007294910405171
- Nederlandse Thesaurus van Auteursnamen: 069329095
- Réseau des bibliothèques de Suisse occidentale: 02-A014263279
- Système universitaire de documentation: 106915991
- Virtual International Authority File: 28091724
- WorldCat: E39PBJhRFRjPk4DHXKt9thjjYP